# Bricostory
Bricostory este un film românesc din 2007 regizat de Andreea Păduraru. Rolurile principale au fost interpretate de actorii Klara Tompa, Tudor Hristescu, Tudor Aaron Istodor.

## Distribuție
Distribuția filmului este alcătuită din:
- Tudor Aaron Istodor — Robert
- Tudor Hristescu — Paul
- Klara Tompa — Ana